# John Marshall Carter
John Marshall Carter (* 4. Juni 1949 in Elon, North Carolina) ist ein amerikanischer Historiker, Sporthistoriker und Singer-Songwriter.

## Werdegang
Nach der High School besuchte Carter die private Elon University in seiner Heimatstadt (BA in Geschichte und Sozialwissenschaften, 1971), absolvierte seinen MA mit Geschichte als Hauptfach an der University of North Carolina at Greensboro (Thesis: The Norman Conquest: Ten Centuries of Interpretation, 1975) und promovierte schließlich in Geschichte an der University of Illinois at Urbana-Champaign (Diss.: Rape in medieval English society, 1208–1321. PhD.  1983). Er arbeitete als Professor für Geschichte des Mittelalters an der Georgia Southern University, der East Carolina University und der Oglethorpe University in Atlanta, Georgia sowie als Gastwissenschaftler an der Universität Göttingen, ehe er in Atlanta der Verantwortliche für Junglehrer (Student teaching) und High School Basketball-Trainer sowie Bandleader wurde. Er besitzt die Unterrichtsbefähigung des Staates Georgia für 12 Schulfächer. Nach seinem Ruhestand hat er sich mit einem Verlag für Unterrichtsmaterialien selbständig gemacht. Als Singer/Songwriter und Bandleader der Wampus Cats hat er den ganzen amerikanischen Süden bereist.

## Wissenschaftliche Bedeutung
Carter ist der wichtigste englischsprachige Historiker der Gegenwart für die Sportgeschichte des Mittelalters, der systematisch Rechtsquellen im Hinblick auf Kämpfen, Spiele und Sport ausgewertet hat.

## Werke
- Carter, J.M. 1977. Measured out with coffee spoons. Birmingham, Ala. : Thom Henricks Associates
- Carter, J.M. 1978. Wampus cats and Dan River rimes : poems. Fayetteville, N.C. : Leaksville Press
- Carter, J.M. 1978. A leap of reason and other poems. Birmingham, Ala. : Thom Henricks Associates
- Carter, J.M. 1980. The military and social significance of ballad singing in the English Civil War, 1642–1649. Manhattan, Kan. : Military Affairs/Aerospace Historian Pub.
- Carter, J.M. 1980. Sport in the Bayeux tapestry. Canadian Journal of History of Sport. May: 36–60.
- Carter, J.M. 1980. The Norman Conquest in English historiography. Manhattan, Kan. : Military Affairs/Aerospace Historian Pub.
- Carter, J.M. 1981. Ludi Medi Aevi: Studies in the history of Medieval sport. Manhattan, Kansas: Military Affairs Publishing.
- Carter, J.M. 1984. William Fitzstephen and London Sports in the Late Twentieth Century. American Benedectine Review 35:2: 146–152.
- Carter, J.M. 1985. Sport, war, and the three orders of feudal society, 700-1300. Military Affairs. 49: 132–139.
- Carter, J.M.  1985. Rape in medieval England. Lanham, Md : University Press of America, ISBN 978-0819145048
- Carter, J.M.  1987. Confessions of a Space Cadet: Transformation of a Teacher. Hamilton Press
- Carter, J.M. 1988. Sports and pastimes of the Middle Ages. New York: University Press of America.
- Carter, J.M. 1988. Sports and recreations in thirteenth-century England. The evidence of the Eyre and Coroners’ rolls. A research note. Journal of Sport History. 5: 167–173.
- Carter, J.M., 1988. The Study of Medieval Sports. Stadion: International Zeitschrift für Geschichte des Sports. 14: 149–161.
- Carter, J.M. 1990. Games Early Medieval People Played. Sidonius, Apollinaris and Gallo-Roman-German Sport. Nikephoros. 3: 225–231.
- Carter, J.M.,  Arnd Krüger. 1990. Ritual and record. Sports records and quantification in pre-modern societies. Westport, Connecticut: Greenwood Press.
- Carter, J.M. 1991. A Research Note: Further Evidence of Sports Records in the Middle Ages. International Journal of History of Sport. 8: 417–419.
- Carter, J.M. 1992. Medieval games: sports and recreations in feudal society. New York: Greenwood Press.
- Carter, J.M., 2006. Sport in the Bayeux Tapestry. Reprinted in A History of Sport and Physical Education in the Middle Ages, hrsg. Earle F. Zeigler (Victoria, B.C., Canada: Trafford Publishing, 2006), S. 11–18.
- Carter, J.M., 2006. The Study of Medieval Sports: A Fifteen-Year Reflection. Sport History Review (Spring, 2006), S. 18–27.